# Karl von Prittwitz und Gaffron

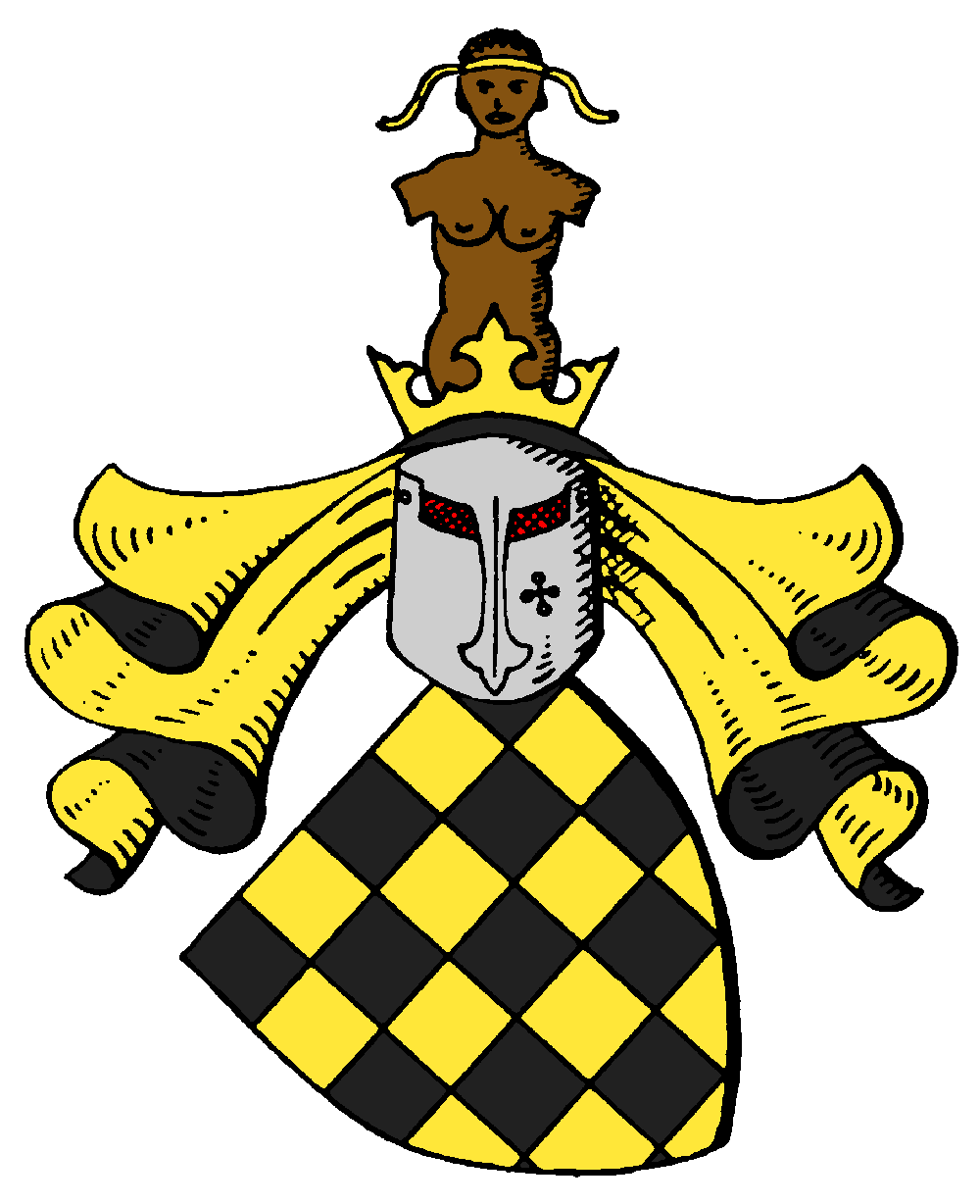
Les armoiries de la famille von Prittwitz und Gaffron

Karl Heinrich Hans Wenzel von Prittwitz und Gaffron (né le 5 décembre 1833 à Potsdam et mort le 27 décembre 1890 à Görlitz) est un général de division prussien.

## Biographie

### Origine
Il est issu de l'ancienne et très répandue famille noble silésienne von Prittwitz et est le fils du général prussien d'infanterie et citoyen d'honneur de Potsdam Karl von Prittwitz et de sa seconde épouse Antoinette, née comtesse von Hacke.

### Carrière militaire
Prittwitz est d'abord cadet à Berlin à partir du 1er mai 1849 puis est nommé sous-lieutenant le 27 avril 1852 au 1er régiment à pied de la Garde de l'armée prussienne à Potsdam. Alors qu'il étudie à l'École générale de guerre d'octobre 1856 à juin 1859, il est promu premier lieutenant . À ce titre, Prittwitz est affecté au 5e bataillon de chasseurs à pied (de) pour un an à compter du 1er octobre 1860. Le 10 avril 1863, sa promotion au grade de capitaine est suivie de sa nomination au poste de commandant de compagnie. À ce poste, il participe aux batailles de Soor, de Königinhof et de Sadowa avec son régiment de Garde pendant la guerre contre l'Autriche en 1866 et reçoit l'ordre de l'Aigle rouge de 4e classe avec épées. Au début de la guerre contre la France, Prittwitz dirige d'abord sa compagnie et, après avoir été promu major le 13 octobre 1870, reçoit le commandement du 1er bataillon un mois plus tard pour la durée de la relation mobile. Il combat à Saint-Privat, Beaumont, Sedan et se trouve devant Paris. Récompensé des deux classes de la croix de fer, Prittwitz est confirmé comme commandant du 1er bataillon après la paix de Francfort le 21 juin 1871.

Promu lieutenant-colonel le 22 mars 1876, Prittwitz est nommé commandant du 2e bataillon du 4e régiment de grenadiers de la Garde et est décoré de la croix de chevalier de l'ordre de la Maison Royale de Hohenzollern. Il est promu colonel le 18 septembre 1880 et un mois plus tard, il est chargé de diriger le 10e régiment de grenadiers sous un poste à la suite. Du 12 mars 1881 au 14 avril 1886, Prittwitz sert comme commandant du régiment et reçoit ensuite la direction de la 58e brigade d'infanterie et est finalement nommé commandant de cette brigade avec promotion au grade de major général le 15 mai 1886. Pendant une courte période à partir du 14 avril 1887, il commande le 36e brigade d'infanterie, avant que Prittwitz ne prenne sa retraite le 16 juillet 1887 et ne reçoive l'ordre de l'Aigle rouge de 2e classe avec feuilles de chêne et des épées.

### Famille
Prittwitz se marie avec Fanny Cäcilie Wilhelmine baronne von Magnus (1850-1930) à Drehsa le 20 juillet 1871. Elle est la fille du propriétaire foncier Rudolf baron von Magnus, seigneur du manoir de Drehsa, et de Karoline von Zeschau (de). Le mariage donne naissance aux enfants suivants :
- Editha (1873-1882)
- Venceslas (né et mort en 1875)
- Hans Kurt (né en 1876), premier lieutenant prussien
- Rudolf Karl Moritz (né en 1878), capitaine prussien